# Eclissi (Paola Turci)
Eclissi è un singolo della cantautrice italiana Paola Turci, quinto estratto dall'album Il secondo cuore e pubblicato il 19 gennaio 2018 dalla Warner Music.

## La canzone
Il brano si inserisce nel contesto dell'album che segna una nuova rinascita artistica della cantante con suoni moderni e testi che esprimono la voglia di ripartire, di una nuova vita.

## Videoclip
Il videoclip del brano, diretto da Gaetano Morbioli e girato in bianco e nero, è stato pubblicato il 3 febbraio 2018 nel canale Youtube della Warner Music Italy.

## Tracce
- Download digitale

1. Eclissi – 3:14